# 서삼면
서삼면(西三面)은 전라남도 장성군 서쪽에 위치한 면이다. 넓이는 34.1km2이고, 인구는 2016년 기준으로 1,699명이다.

## 행정 구역
| 법정리 | 행정리                    | 비고            |
| ------ | ------------------------- | --------------- |
| 금계리 | 금계1리, 금계2리          |                 |
| 대덕리 | 대덕1리, 대덕2리          |                 |
| 모암리 | 모암1리, 모암2리          |                 |
| 송현리 | 송현1리, 송현2리, 송현3리 |                 |
| 용흥리 | 용흥1리, 용흥2리          |                 |
| 장산리 | 장산1리, 장산2리          | 면사무소 소재지 |
| 추암리 | 추암1리, 추암2리          |                 |

## 교육
- 서삼초등학교 (장산리)
- 황룡초등학교 추암분교 (폐교) - 증암길 10 (추암리)